# Blighty
Blighty era un canal de televisión de pago británico que emitía como parte de la red de canales UKTV. El canal se lanzó originalmente el 8 de marzo de 2004.

## Identidad
Cuando el canal se lanzó como UKTV People, todas las identificaciones presentaban personas representadas desde diferentes ángulos en una pantalla dividida en cuatro, antes de desvanecerse en el logotipo apilado de UKTV People. Más tarde, en 2007, los identificadores presentan un metraje de acción en vivo donde las personas están trabajando o realizando actividades (por ejemplo, un sitio de construcción, un centro comercial) antes de que una parte roja se mueva hacia el logotipo de UKTV People apilado sobre un fondo rojo de tres rayas. Este mismo trasfondo también apareció en las promociones del canal, tanto en el canal como en la red.
Cuando se produjo el cambio de marca a Blighty, se diseñó un nuevo logotipo que consistía en una bandera de la Unión de colores brillantes. Esto se ve a gran escala volando detrás de las escenas representadas al frente. Estas escenas incluían a mucha gente y se centraban en una serie de temas típicamente británicos: lluvia, con grandes botas de agua, hombres de negocios con paraguas y gente acampando; sol con escenas de playa y otras actividades de verano; té, con todos los métodos para hacer té celebrado junto con pasteles y galletas y multicultural, con bailes extranjeros y comida y especias indias.